# Port lotniczy Batina
Port lotniczy Batina (IATA: BLJ, ICAO: DABT) – port lotniczy położony w Batinie, w prowincji Batina, w Algierii.

## Linie lotnicze i połączenia
| Linia Lotnicza | Kierunek                                                                         |
| -------------- | -------------------------------------------------------------------------------- |
| Air Algerie    | 1. Algier 2. Lyon 3. Marsylia 4. Paryż-Orly Sezonowo: 1. Paryż-Charles de Gaulle |
| Transavia.com  | 1. Paryż-Orly                                                                    |